# Basilika der Schmerzensmutter (Limanowa)

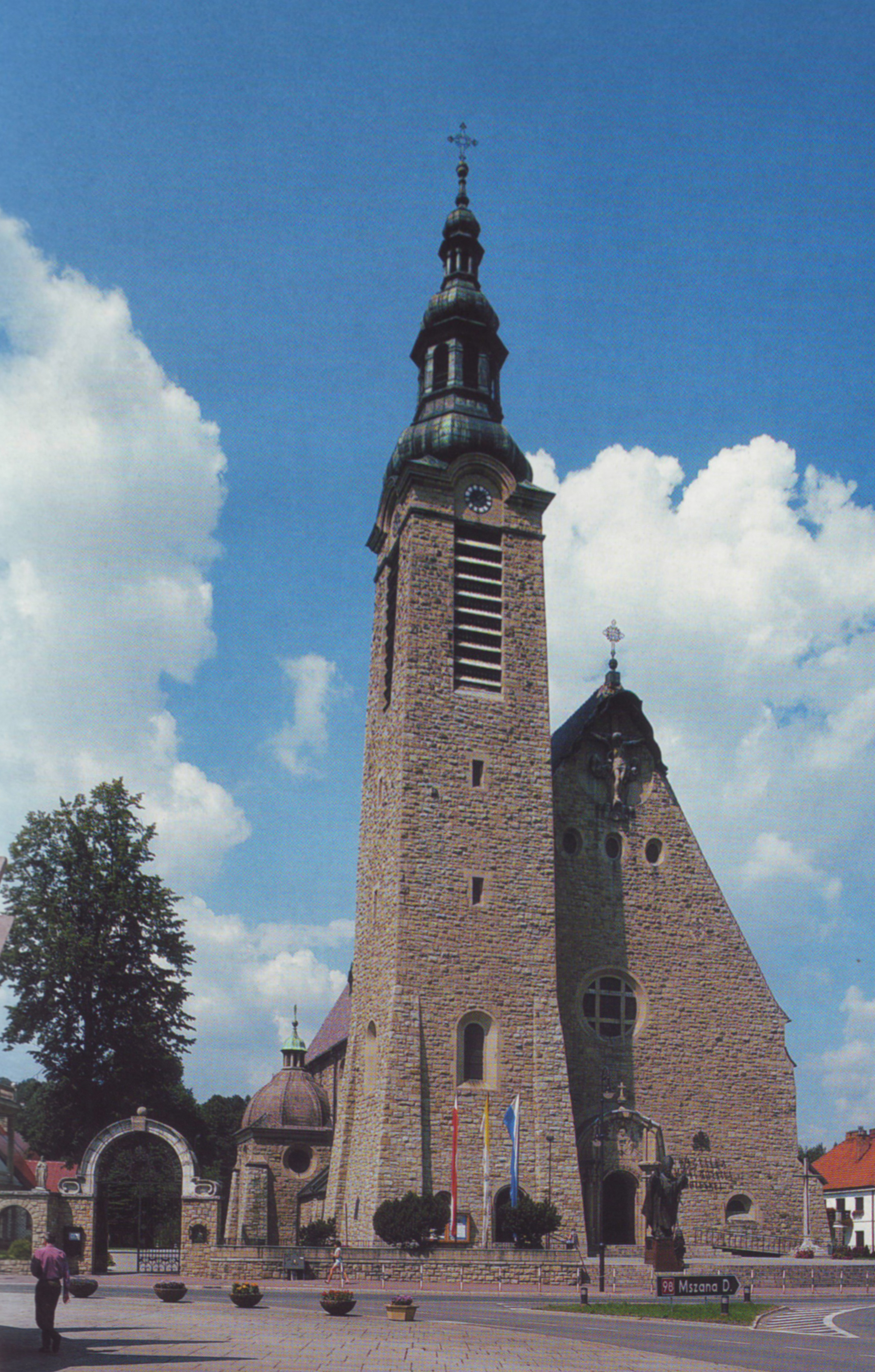
Basilika Mariä Schmerzen

Die Basilika der Schmerzensmutter  (polnisch Bazylika Matki Boskiej Bolesnej) ist eine römisch-katholische Kirche in Limanowa in der Woiwodschaft Kleinpolen. Die Pfarrkirche des Bistums Tarnów trägt den Titel einer Basilica minor. Die Kirche wurde in den 1910er Jahren als „allerpolnischste unter den polnischen Kirchen“ in einem nationalen Stil erbaut und steht unter Denkmalschutz.

## Geschichte
Eine im Jahr 1513 errichtete hölzerne Kirche wurde zur ersten Pfarrkirche. Die kleine Kirche wurde auf einem kreuzförmigen Grundriss mit einem Turm an der Westseite errichtet. Ihr Schutzpatron war der hl. Nikolaus. Zu Beginn des 17. Jahrhunderts wurde die Kirche um zwei Kapellen, einen Bogengang und einen Turm erweitert. Bei dem großen Brand, der am 14. März 1769 einen Großteil des Stadtzentrums zerstörte, brannte die Kirche ab. Nur die wundertätige Statue der Schmerzensmutter aus dem 14. Jahrhundert und das Taufbecken aus dem 16. Jahrhundert blieben erhalten.
Zwischen 1776 und 1791 wurde an der Stelle der Kirche ein neues Gotteshaus errichtet – ebenfalls aus Holz, einschiffig und mit einem einzigen Turm. Sie wurde am 12. Mai 1825 von Bischof Gregor Thomas Ziegler geweiht. Sie blieb bis 1909 erhalten, als sie für den Bau der heutigen Basilika abgerissen wurde.
Die heutige Kirche wurde dann von 1910 bis 1918 nach einem Entwurf von Zdzisław Mączeński errichtet. Die Kirche wurde am 6. Oktober 1921 durch den Bischof von Tarnów, Leon Wałęga, geweiht. Am 3. Mai 1991, dem Jahrestag der Verfassung vom 3. Mai, erhob Papst Johannes Paul II. die Kirche in Limanowa in den Rang einer Basilica minor. Seit dem 9. Oktober 2018 dient sie als Stiftskirche mit einem Kapitel.

## Architektur
Die Kirche Unserer Lieben Frau der Schmerzen ist eine dreischiffige Hallenkirche in einem mit dem Jugendstil verwandten Nationalstil, deren Außenwände mit Naturstein verkleidet sind. Es wurde mit Motiven von Holzbauten aus den Inselbeskiden gestaltet. Der hohe Turm an der Fassade wird von einer neobarocken Kuppel gekrönt. Am oberen Ende der Fassade befinden sich eine Skulptur der Kreuzigung, darunter ein polnischer Adler und die Jahreszahlen 1791–1891.

## Ausstattung

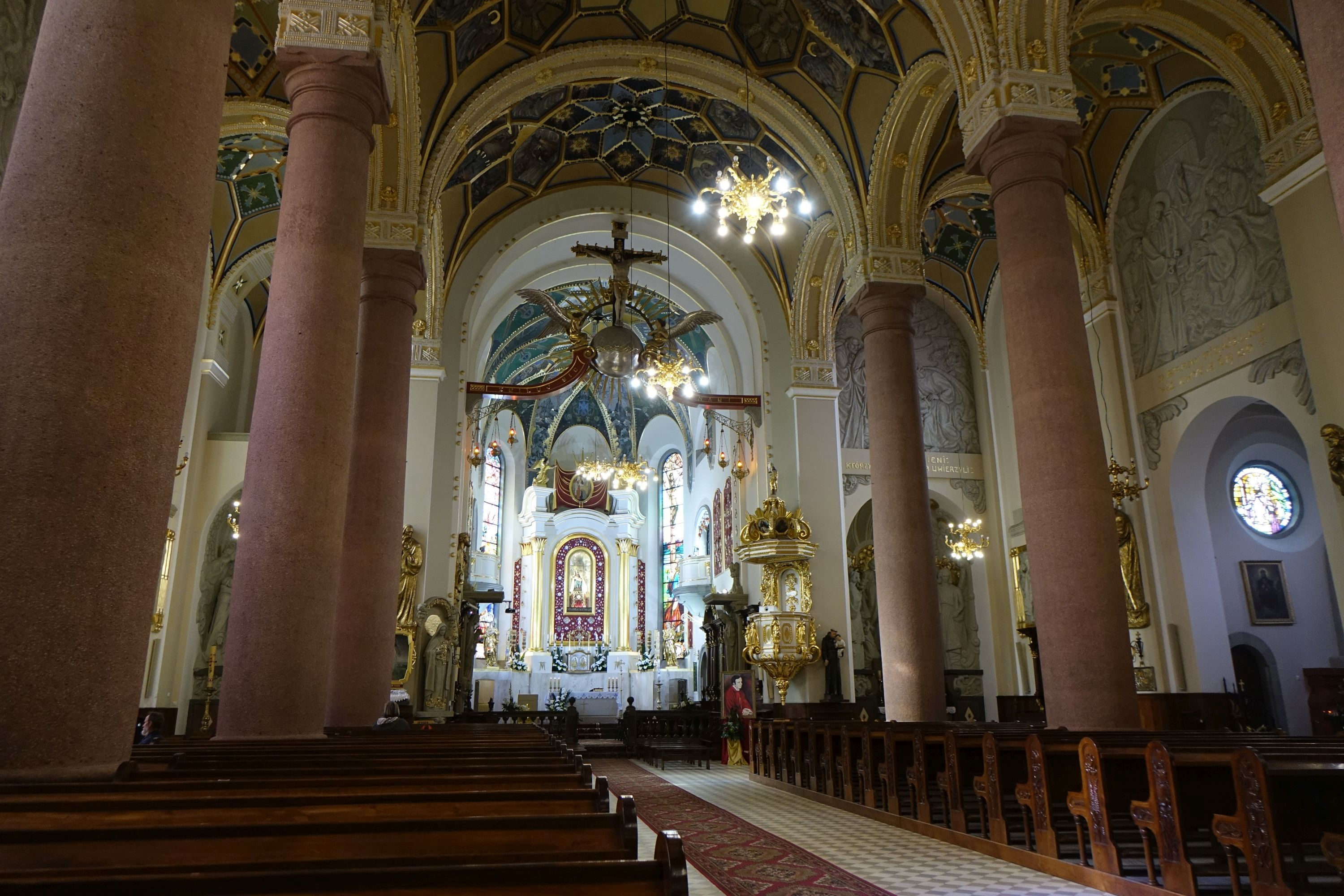
Innenraum

Das Innere der Kirche ist mit figürlichen Verzierungen geschmückt, die unter anderem aus Betonguss bestehen. Zahlreiche Polychromien, Glasfenster, Skulpturen und Mosaike ziehen die Aufmerksamkeit auf sich. Die Polychromien stammen von  Adam Miksza. Ein besonderes Glanzstück ist die Komposition Aus Luft, Hunger, Feuer und Krieg befreie uns, Herr.
Der Hauptaltar wurde 1920 nach einem Entwurf des Architekten Zdzisław Mączeński errichtet und 1965 nach einem Entwurf von Zbigniew Wzorek umgebaut. In der Mitte befindet sich eine Skulptur der Schmerzensmutter aus Lindenholz, die aus dem 14. Jahrhundert stammt. Im Jahr 1753 wurde sie von der Kapelle in Mordarka in die damalige hölzerne Pfarrkirche in Limanowa verlegt. Am 11. September 1966 wurde die Pietà im Rahmen der Millenniumsfeierlichkeiten von Karol Wojtyła, dem Metropoliten von Krakau, gekrönt. Außerdem krönte er am 22. Juni 1983, bereits als Papst Johannes Paul II., die Statue in Krakau erneut, nachdem die vorherige Krone 1981 gestohlen worden war. Die Pietà von Limanowa ist von zahlreichen Votivgaben umgeben. Der Altaraufsatz wird von einem Gemälde der Prophezeiung des Simeon überragt, das von Maria Ritter gemalt wurde. Unter der Nische, in der die Pietà steht, befindet sich der Tabernakel, der mit Szenen der Verkündigung der Jungfrau Maria und der Auferstehung Christi geschmückt ist. Die Seitenaltäre wurden zwischen 1920 und 1930 von Wojciech Durek angefertigt. Sie sind mit großen figürlichen Kompositionen verziert.